# Komunikacja interpersonalna
Komunikacja interpersonalna, porozumiewanie się międzyosobowe – wymiana komunikatów (językowych i niejęzykowych) między co najmniej dwiema osobami w celu wzajemnego przekazania myśli, uczuć, postaw itp. – inaczej rozmowa lub komunikowanie się. Wchodzi w zakres szeroko pojmowanej komunikacji społecznej (ang. human communication). Składa się ona z szeregu aktów mowy. Mowa jest procesem, w trakcie którego mówiący przekazuje słuchaczowi określony komunikat. Przy czym konstruowanie tego komunikatu nazywamy mówieniem a jego odbiór rozumieniem. Inaczej rzecz ujmując, jest to komunikowanie, gdyż nadawca przekazuje określoną wiadomość odbiorcy, a on przyjmuje to do wiadomości. Najczęściej mamy do czynienia z komunikowaniem się, gdy mówiący (nadawca) i słuchacz (odbiorca) zamieniają się rolami.
Każdy komunikat składa się z zarówno elementów językowych (tekst słowny), jak i niejęzykowych (gest, mimika itp.). One bowiem nadają ostateczne znaczenie wypowiadanym słowom. Na przykład wypowiedź: „Dawno nie widziałem cię z kimś takim”, może znaczyć, że nie powinniśmy raczej spotykać się z tego typu osobnikami. Może też wyrażać uznanie naszego rozmówcy, że udało nam się zwrócić na siebie uwagę aż tak atrakcyjnej osoby. Wszystko zależy od tonu wypowiedzi, miny mówiącego, ruchów głowy i oczywiście sytuacji, w której to stwierdzenie zostało wypowiedziane. Warunkiem udanej komunikacji jest dążenie do wspólnego zrozumienia się, co trafnie oddaje polskie określenie porozumiewanie się. Wszak można się komunikować z komputerem, jednak jedynie z człowiekiem możemy nawiązać nić wzajemnego porozumienia.

## Terminologia
Autorzy polskiego wydania Interplay. The Process of Interpersonal Communication celowo używają pojęcia "porozumiewanie się" aby unikać niejednoznaczności słowa komunikacja.

## Motywacje badawcze
Szczegółowe badania nad komunikacją bywają motywowane:
- dostarczeniem nowego spojrzenia[1]
- ilością poświęcanego przez ludzi czasu na komunikację[1]
- potencjałem do skuteczniejszego działania[1]

## Rodzaje językowego komunikowania się
Wyróżnić można trzy rodzaje językowego komunikowania się: słowne (werbalne), pisemne i sygnalizacyjne. Zaliczamy je wszystkie do komunikacji językowej, gdyż zarówno podczas mówienia, jak i pisania lub sygnalizowania (palcami, brajlem lub alfabetem Morse’a) powstające w ich toku teksty tworzone są z wykorzystaniem symboli i reguł językowych. Dlatego też konieczne jest, aby odbiorca również znał język, według którego zostały zakodowane owe teksty. Wszystkie wymienione wyżej sposoby komunikacji pozostają językowymi, odmienny jest tylko kanał, czyli droga, przesyłania informacji i w konsekwencji substancja (nośnik) danego komunikatu). Wypowiedzi słowne mają bowiem substancję foniczną, teksty pisane – graficzną. Teksty sygnalizowane mogą mieć substancję akustyczną, optyczną lub termodynamiczną Inaczej rzecz ujmując przesyłane wówczas komunikaty mają odmienną substancję (akustyczną lub optyczną) w zależności od kanału, jakim przesyłana jest dana informacja. W przypadku mowy jest to kanał artykulacyjno-słuchowy, przy porozumiewaniu się przy pomocy pisma mamy do czynienia z kanałem graficzno-wzrokowym, zaś podczas sygnalizowania używamy kanału sygnalizacyjno-wzrokowego, sygnalizacyjno-słuchowego lub sygnalizacyjno-czuciowego w zależności od tego, w jaki sposób odbierane są nadawane sygnały. Słowne porozumiewanie się, czyli mowa, jest podstawowym, najbogatszym sposobem komunikowania się. Dla przekazywania określonych treści wykorzystuje się tu dodatkowo intonację, rytm, ton, mimikę, gest itp. W piśmie nie ma możliwości wykorzystania tego bogactwa środków, a znaki interpunkcyjne odzwierciedlają w bardzo uproszczony sposób prozodykę wypowiedzi słownych. Dysponujemy bowiem jedynie kropką, znakiem zapytania, wykrzyknikiem, czy wielokropkiem.
Angielski językoznawca John Lyons stwierdza, że „użycie terminów komunikacja słowna i zachowanie słowne w odniesieniu do zachowania językowego jest – przynajmniej potencjalnie – mylące” (s. 60). Na wypowiedź językową bowiem składają się nie tylko słowa, lecz także łączące je reguły gramatyczne. Jeżeli nadawca, z różnych względów, nie potrafi zbudować swych wypowiedzi zgodnie z obowiązującymi w danym języku regułami, stają się one często niezrozumiałe dla otoczenia. Doświadczył tego każdy, kto znalazł się za granicą nie znając wystarczająco języka danego kraju. Dlatego też język definiuje się z reguły jako kod, czyli system, gdyż każdy kod składa się ze znaków (symboli) i łączących je reguł.

## Kody językowe w komunikacji interpersonalnej
W przypadku komunikacji interpersonalnej wyróżnić można trzy rodzaje kodów: językowy, parajęzykowy i pozajęzykowy. Kod parajęzykowy i pozajęzykowy jest często opisywany łącznie jako niejęzykowy sposób porozumiewania się. W obrębie każdego z tych trzech podstawowych kodów wyodrębnić można kody składowe, czyli podsystemy.
W obrębie kodu językowego wyróżniamy kod: fonologiczny, morfologiczny, leksykalny, syntaktyczny i stylistyczny. Kod fonologiczny obejmuje modele głosek, czyli tzw. fonemy. Modele te zawierają reguły tworzenia poszczególnych dźwięków mowy, a przede wszystkim umożliwiają ich różnicowanie (tzw. cechy dystynktywne). Kod morfologiczny zawiera reguły dotyczące tworzenia z fonemów większych znaczących całości. Kod leksykalny to przede wszystkim zbiór wyrazów występujących w danym języku. Kod syntaktyczny z kolei umożliwia łączenie wyrazów w większe całości (frazy i zdania). Reguły te znaleźć można w każdym podręczniku gramatycznym. Kod stylistyczny pozwala budować dłuższe teksty dzięki znajomości reguł łączenia zdań w dłuższe całości.
Kod parajęzykowy obejmuje tzw. składniki suprasegmentalne (niepodzielne), tworzące zarówno prozodyczne, jak i paraprozodyczne, występują jedynie podczas mówienia i modyfikują znaczenie danego komunikatu słownego. Stąd użycie określonej intonacji powoduje, iż ta sama wypowiedź oznacza pytanie lub negację. Ponieważ składniki te stosowanie zgodnie z określonymi regułami można mówić odpowiednio o subkodzie prozodycznymi i paraprozodycznym.
Kod pozajęzykowy dotykowy i wzrokowy wiążą się w większym stopniu z odbiorem znaków przekazywanych przez nadawcę. jest najmniej zbadany, stąd niektórzy autorzy twierdzą, że nie obejmują one ściśle określonych reguł (Dobek-Ostrowska). Reguły takie jednak występują, lecz nie zostały opisane. Wyróżnić tu można następujące subkody: mimiczny, gestowy, dotykowy, wzrokowy, aparycyjny, proksemiczny i temporalny. Kody mimiczny i gestowy związane są z ekspresją ruchową; dotykowy i wzrokowy wiążą się w większym stopniu z odbiorem. wypowiedzi; Kod aparycyjny określa sposób ubrania się stosownie do określonej sytuacji, jak również cechy danej osoby. Kod proksemiczny określa, jakie odległości i sposób ustawienia względem siebie uczestników interakcji są dopuszczalne lub też oczekiwane. Z kolei kod temporalny określa dopuszczalny czas trwania spojrzenia, uścisku dłoni, dopuszczalnego opóźnienia lub czasu trwania spotkania.
Odpowiednie stosowanie tych kodów jest w znacznym stopniu uwarunkowane czynnikami natury kulturowej, społecznej i personalnej. Dlatego konieczne jest uwzględnienie tych trzech aspektów. Aspekt kulturowy warunkuje sposoby komunikowania się w różnych kulturach, społeczny odzwierciedla różnice zachodzące w obrębie danego społeczeństwa. Dotyczy to na przykład żargonu określonej grupy (np. gwara studencka), lub też dopuszczalnych różnic w ekspresywności niejęzykowej kobiet i mężczyzn

## Bariery komunikacyjne
Osiągnięcie porozumienia wymaga dobrej woli z obu stron. Poniżej podano błędy najczęściej popełniane przez mówiącego oraz słuchacza.

### Bariery w przekazie
Nader często zdarza się, że nadawca – z reguły nieświadomie – stwarza bariery utrudniające zrozumienie jego intencji. Bariery te dają się uszeregować w ten sposób, że tworzą skrótowiec WOJAK. Skrótowiec ten daje się rozszyfrować w następujący sposób:
1. Wieloznaczność komunikatów
2. Osobista perspektywa
3. Język: żargon, brak precyzji (myślenie), odmiana społeczna
4. Asynchronizm przekazów
5. Komunikaty

### Wieloznaczność wypowiedzi
Wystarczy przytoczyć chociażby stwierdzenie Hela ma parę, aby uświadomić sobie, że może ono oznaczać, iż Hela ma z kim iść na wesele lub też, iż jest ona wyjątkowo silna i wytrzymała. Dotyczy to nie tylko języka potocznego, lecz także naukowego mimo wysiłków, aby uczynić go możliwie jednoznacznym.

### Osobista perspektywa
Jedną z podstawowych przyczyn braku osiągania porozumienia, czy też w ogóle niemożności zrozumienia się jest uznawanie własnego punktu widzenia za powszechnie obowiązujący lub wręcz jedynie słuszny. Oznacza to, że nie potrafimy zaakceptować odmiennych poglądów i prowadząc z kimś dyskusję ulegamy silnym negatywnym emocjom. Emocje te powodują, że schodzimy na niższy poziom orientacji. 
Język
Język ma charakter figuratywny. Znajduje to odzwierciedlenie w tzw. idiomach, czyli utartych zwrotach, przyjętych w danym języku, na przykład stwierdzenie „Wanna się przelewa”. Problemy w skutecznym posługiwaniu się językiem wynikają ponadto z faktu, że większość naszych wypowiedzi ma charakter figuratywny. Wymaga to od mówcy-słuchacza dobrej orientacji w przedmiocie rozmowy, a także pewnego doświadczenia życiowego. Nie dziwi więc, że dzieci często mają trudności w prawidłowym interpretowaniu wypowiedzi osób dorosłych. Dotyczy to również znaczenia powszechnie używanych wyrazów. Można się na przykład dowiedzieć, że antyk to jest ciocia, gdyż „Mama mówi, że ciocia to prawdziwy antyk”.

## Asynchronizm przekazów
Chodzi tu o jakże częste zjawisko rozmijania się wypowiedzi i intencji rozmówców. Znajduje to odzwierciedlenie w braku zgodności między tym, co dana osoba mówi, a przekazami niejęzykowymi. Inaczej rzecz ujmując, zachodzi tu niespójność między treścią słów a językiem ciała, który zdradza rzeczywiste intencje mówiącego. Z pewnością nie uwierzymy zapewnieniom kogoś, kto będzie twierdził, że bardzo nas lubi zaciskając przy tym zęby i patrząc na nas spode łba.

## Komunikaty
Jednakże nawet najbardziej intensywne wsłuchiwanie się w wypowiedzi mówiącego nie zda się na wiele, jeśli przekazywane przez niego komunikaty nie są formułowane poprawnie. Wśród owych błędnych przekazów wyróżnić można komunikaty:
1. Sprzeczne
2. Agresywne
3. Równoległe
4. Nieinformacyjne
5.  Ambiwalentne
Tworzy to równie łatwy do zapamiętania skrótowiec (akronim) SARNA.
Zdarza się także, iż trudności w zrozumieniu mówiącego nie wynikają z braku jego umiejętności, lecz ma on na celu przesłonięcie właściwego znaczenia danego stwierdzenia. Daje się to zaobserwować zwłaszcza w języku polityków. Większość z nas wszakże dąży do skutecznego porozumienia się z rozmówcą, dlatego warto dokładniej opisać wymienione wyżej komunikaty.
1. Komunikaty sprzeczne wywierają szczególnie negatywny wpływ na odbiorcę.
Dotyczy to zwłaszcza przekazu, w którym zawarta jest wewnętrzna sprzeczność. Trudno na przykład spełnić prośbę kogoś, kto mówi: Bądź bardziej spontaniczny, gdyż spontaniczność stanowi wynik psychicznego stanu danej osoby i nie można jej sobie nakazać.
2. Komunikaty agresywne również stanowią niezawodny sposób zniechęcenia do siebie naszego słuchacza. Może to być agresja przekazywana bezpośrednio, na przykład: Ty idioto, znowu wszystko poplątałeś. Istnieją wszakże bardziej subtelne sposoby przejawiania agresji. Służą temu komunikaty zaczynające się od słów: Ty to zawsze..., jak można... itp. Po wypowiedzeniu pierwszego z podanych wstępów mówiący dodaje; się spóźniasz, upierasz się przy swoim lub wiesz najlepiej. Zaś drugie w podanych stwierdzeń umożliwia wyrażenie zdumienia, iż można; być tak naiwnym, roztargnionym albo wręcz głupim.
3. Komunikaty równoległe pojawiają się w sytuacji, gdy rozmówcy prowadzą rozmowę, w trakcie której każda ze stron mówi swoje nie zwracając zupełnie uwagi na wypowiedzi, a w konsekwencji i odczucia, partnera. Wiąże się to z błędnym sposobem przekazywania komunikatów, który w praktyce uniemożliwia wzajemne zrozumienie. W rezultacie czego każdy z nich mówi o czymś zupełnie innym, chociaż wydawałoby się, że rozmawiają na ten sam temat.
Typowy przykład to „rozmowa” matki z synem, w trakcie której matka wielokrotnie wskazuje na konieczność zabrania się do lekcji, a jej dziecko opowiada o wspaniałym filmie, który właśnie nadawany jest w telewizji.
4. Komunikaty nieinformacyjne to takie, w których praktycznie nie zawarto żadnej istotnej informacji. Jak już wspominałem, przodują w tym politycy, jednakże środki masowego przekazu także nie pozostają w tyle. Za przykład służyć może „informacja” podawana wielokrotnie w kilku stacjach telewizyjnych pod koniec dnia wyborów: Właśnie zakończono głosowanie, a komisje wyborcze liczą głosy oddane na poszczególnych kandydatów. Równie „odkrywczy” charakter mają informacje, iż w zimie spadł śnieg i zrobiło się ślisko na drogach.
Inny typ przekazów nieinformacyjnych powstaje w wyniku mieszania kilku wątków. Zwłaszcza małe dzieci przejawiają skłonność do mówienia o kilku rzeczach naraz, gdy usiłują przekazać nam wrażenia związane ze szczególnie ekscytującym zdarzeniem: Poszliśmy do ZOO. Oglądaliśmy małpy, kupiliśmy lody, a ten lew tak strasznie ryczał. A Ania poplamiła sukienkę itd.
5. Komunikaty ambiwalentne pojawiają się wówczas, gdy mówiący nie potrafi wyrazić swoich potrzeb lub uczuć w sposób bezpośredni. Dlatego zamiast powiedzieć „Bardziej dbasz o dom niż o rodzinę” mąż stwierdza: Te podłogi są tak wyfroterowane, że można się na nich poślizgnąć.
Sytuację komplikują również pojawiające się okresowo tendencje do nadużywania modnych terminów. Swego czasu wszystko wykonywano „w temacie”, obecnie zaś większość wydarzeń artystycznych nabrało charakteru „kultowego”. Mamy bowiem kultowe, filmy, książki, a nawet piosenki.

## Bariery w odbiorze
Poziom umiejętności odbiorcy także nader często utrudnia skuteczne porozumiewanie się. Błędy, które najczęściej popełniamy w odbiorze skierowanych do nas wypowiedzi także można przedstawić w formie skrótowca. Jest to SFINKS, skrótowiec ten powstał z pierwszych liter następujących określeń:
1. Słuch fonematyczny
2. Filtrowanie
3. Interpretacja
4. Nieuwaga
5. Krytycyzm
6. Skojarzenia

### Słuch fonematyczny
Prawidłowy odbiór dźwięków mowy umożliwiają fonemy, czyli modele głosek. Pozwala to rozróżniać poszczególne wyrazy, np. koś, kos i koś. Modele te stanowią podstawę słuchu fonematycznego, typowego dla danego języka. Ponieważ modele te (fonemy) są odmienne w innych językach, stwarza to trudności w rozumieniu wypowiedzi cudzoziemców. Ważną funkcją słuchu fonematycznego jest też segmentacja wypowiedzi, czyli wyodrębnianiu mniejszych elementów (sylab i wyrazów) w ciągu słownym. Wielu ludzi nie uświadamia sobie bowiem, że nie wypowiadamy poszczególnych wyrazów, lecz nieprzerwany ciąg dźwięków, które dzielimy lub łączymy w określone całości. Umożliwia to odmienną od zamierzonej interpretację intencji nadawcy, co prowadzi do wielu często nie uświadamianych sobie przez obie strony nieporozumień. Ilustruje to następujący przykład podany przez znanego angielskiego matematyka i pisarza, Lewisa Carrolla w książeczce Alicja w krainie czarów: „O, widać maszty! A morał z tego: „Im mniej masz ty, tym więcej mam ja”. powiedział.

### Filtrowanie
Tego typu nieporozumienia występują znacznie częściej w przebiegu naszych codziennych interakcji, niż to się zakłada. W przeciwnym razie zbędni byliby psychoterapeuci, którzy wyjaśniają zwaśnionym współmałżonkom rzeczywiste intencje ich partnera. Błędne odczytywanie intencji drugiej osoby prowadzi do wielu nieporozumień. Zazwyczaj zapominamy bowiem, że słuchacz interpretuje odbierane przez niego wypowiedzi przez pryzmat swych upodobań i uprzedzeń. Stanowi to swoisty filtr emocjonalny, który decyduje o nadawaniu swoistego znaczenia nawet niewinnym stwierdzeniom.

### Interpretacja wypowiedzi
Bardzo ważna jest umiejętność oddzielenia przekazu słyszanego od jego interpretacji. Jest to tym istotniejsze, że przejawiamy naturalną skłonność do interpretowania tego, co słyszymy w oparciu o naszą dotychczasową wiedzę i doświadczenie. Jak wskazywałem w rozdziale VII, do tego właśnie sprowadza się efektywny odbiór wypowiedzi. Powinniśmy także skupić się na tym, co jest ważne, gdyż w przeciwnym razie grozi nam pogubienie się w słyszanych treściach.

#### Krytycyzm
Nadmierny krytycyzm wobec mówiącego powoduje, że w ogóle nie chcemy go słuchać. Ma to miejsce zwłaszcza wtedy, gdy uznamy go za osobę niewiarygodną lub też mało interesującą, czego najlepszym przykładem są dyskusje toczone w telewizji przez polityków różnych opcji.

#### Skojarzenia
Następnym czynnikiem skutecznie utrudniającym słuchanie mówiącego są skojarzenia, jakie przychodzą nam do głowy w związku z wypowiadanymi słowami. Powoduje to błądzenie myślami.

## Rodzaje słuchania
Wyróżnić możemy trzy podstawowe rodzaje słuchania: 1. aktywne, 2. nierefleksyjne i 3. empatyczne.

### 1. Słuchanie aktywne
Ten rodzaj słuchania ma duże znaczenie w rozmowach biznesowych. Dlatego ważne jest ustalenie wszystkich omawianych spraw. Osiągamy to poprzez:
1. zadawanie pytań w celu wyjaśnienia zaistniałych niejasności
2. parafrazowanie, czyli powtarzanie wypowiedzi mówiącego w innej formie
3. podsumowywanie

Należy także zwracać baczną uwagę na symptomy reakcji emocjonalnych i to zarówno pozytywnych, jak i negatywnych. Pomoże nam w tym obserwacja wyrazu twarzy mówiącego, a także zwracanie baczniejszej uwagi na to jakim tonem i jak szybko do nas mówi. Amerykański badacz Paul Ekman  mówi w tych przypadkach o tak zwanych wskaźnikach fałszu. Dotyczą one zarówno ekspresji językowej, jak i niejęzykowej. Istotnym elementem skutecznego porozumiewania się jest umiejętność powstrzymania się od natychmiastowej reakcji i wysłuchanie mówiącego do końca. Oznacza to, że powinniśmy powstrzymać się od przerywania mówiącemu.

### 2. Słuchanie nierefleksyjne
Są jednak sytuacje, gdy aktywność słuchacza nie jest wskazana. Ma to miejsce wówczas, gdy ktoś chce się wygadać, czyli – inaczej mówiąc – oczekuje od nas cierpliwego wysłuchania gnębiących go wątpliwości lub pragnie po prostu wyrazić swój żal i przygnębienie. Jak wiemy, tego typu „zrzucenie trosk wątroby” okazuje się niezwykle pomocne w przypadkach przytłaczających nas problemów.
Rola odbiorcy ogranicza się wówczas do zachęcania nadawcy do mówienia i przekazywanie mu, że cały czas go słuchamy. Stosujemy w tym celu
a) zachęty językowe, np. Mów dalej, rozumiem, naprawdę?
b) niejęzykowe – najczęściej są to swego rodzaju pomruki: Mhm, uum, noo, eee oraz kiwanie głową i kontakt wzrokowy. Istotne znaczenie ma również tak zwany rapport, czyli współgranie gestów obu osób zaangażowanych w rozmowę.
Umiejętność słuchania nierefleksyjnego jest również przydatna w sytuacjach, gdy nadawca znajduje niżej od nas w hierarchii społecznej. Powoduje to, że nie czuje się on zbyt pewnie i łatwo ulega naszym sugestiom. Dlatego powinniśmy pamiętać, aby mu nie przerywać i nie „dyktować” przebiegu rozmowy.

### 3. Słuchanie empatyczne
Wymaga zrozumienia stanu emocjonalnego mówiącego. Bardzo częstym błędem jest używanie stwierdzeń: Nie denerwuj się lub Nie przejmuj się. Prowadzi to do spotęgowania odczuwanego zdenerwowania lub żalu słuchacza, gdyż uznaje on, że go nie rozumiemy. Bardzo przydatne okazuje się w tych przypadkach emocjonalne wsparcie. Wyrażają to stwierdzenia: Jeżeli się nie mylę jesteś...; Wyczuwam, że jesteś niezadowolony. Jeszcze silniejsze wsparcie stanowi zgodzenie się ze stanowiskiem naszego rozmówcy i wskazanie przyczyn zaistniałego stanu rzeczy. Ważne jest też „słuchanie niewypowiedzianego”, czyli zrozumienie właściwych intencji mówiącego, co nie zawsze wyrażają jego słowa, lecz często język ciała.
Efektywne słuchanie wymaga nie tylko znajomości reguł językowych i dobrej woli ze strony słuchacza, lecz także wiedzy o otaczającej nas rzeczywistości oraz doświadczenia, które nabywamy w różnego typu interakcjach z innymi ludźmi. W związku z powyższym wprowadzono pojęcie kompetencji komunikacyjnej, które uwypukla znaczenie czynników społecznych w porozumiewaniu się. Termin ten wskazuje na fakt, że dla sprawnego porozumiewania nie wystarcza zdolność do konstruowania poprawnych gramatycznie wypowiedzi, co bywa określane mianem kompetencji językowej. Konieczna jest tu również znajomość reguł używania tych wypowiedzi w określonych sytuacjach. W czym bardzo pomocne jest znajomość reguł społecznych i kulturowych, co określa się także mianem pragmatyki językowej.
W trakcie słuchania innych zachodzą naturalne wahnięcia uwagi i przesłyszenia. Często również uwagę naszą rozpraszają inne czynniki. Może to być nadmierny hałas, co zmusza nas do uzupełniania odbieranych wypowiedzi. W teorii informacji określa się to mianem szumu.